# Jennifer Galais
Jennifer Galais (ur. 7 marca 1992) – francuska lekkoatletka specjalizująca się w biegach sprinterskich. 
Złota medalistka gimnajzady (2009). Podczas mistrzostw świata juniorów w Moncton (2010) dotarła do półfinału w biegu na 200 metrów oraz odpadła w elimiancach sztafety 4 x 100 metrów. Rok później w Tallinnie na mistrzostwach Europy juniorów zdobyła brązowy medal w biegu na 200 metrów. Medalistka mistrzostw Francji.
Rekordy życiowe: bieg na 60 metrów (hala) – 7,27 (27 lutego 2016, Aubière); bieg na 100 metrów (stadion) – 11,25 (4 czerwca 2016, Vénissieux); bieg na 200 metrów (stadion) – 23,06 (15 czerwca 2014, Aubagne). 